# آزمایش افشار

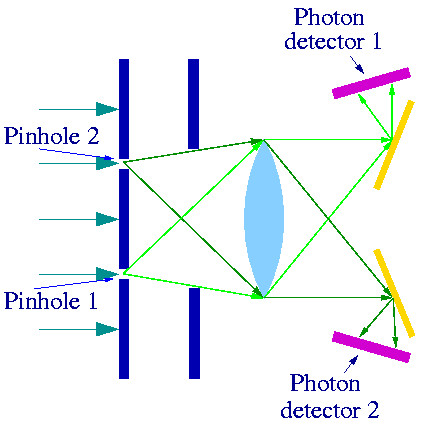
آزمایش اول بدون سیم

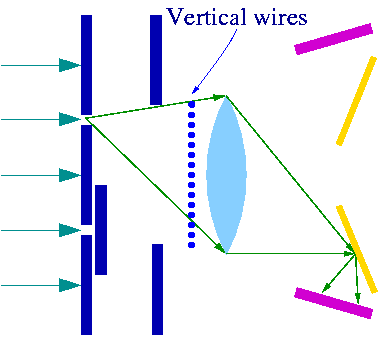
آزمایش دوم با استفاده از سیم‎های پراکنده‌کننده

آزمایش افشار (به انگلیسی: Afshar experiment) یک آزمایش نوری است که در سال ۱۳۸۳ خورشیدی توسط شهریار افشار در دانشگاه هاروارد طراحی و انجام شده‌است و وردشی از آزمایش دوشکاف در مکانیک کوانتومی به‌شمار می‌رود. مبنای این آزمایش، بررسی مکملیت از طریق ایجاد الگوی تداخل امواج است.

## ماهیت آزمایش
در این آزمایش، نور به صفحه‌ای که شکاف یا سوراخ ریزی روی آن قرار دارد، تابانده می‌شود. در مقابل این صفحه، صفحه دیگری قرار دارد که بر روی آن دو سوراخ ریز ایجاد شده‌است. نوری که از شکاف اول عبور می‌کند به این دو شکاف تابانده می‌شود و پس از خروج از این دو شکاف به صورت دو پرتو بر روی یک صفحه عکاسی که در فاصله معینی در برابر صفحه دوم قرار دارد، می‌افتد. از آنجا که نور به صورت موج عمل می‌کند این دو پرتو نور بر روی صفحه با یکدیگر برخورد کرده و پدیدهٔ تداخل رخ می‌دهد. اگر پرتوهای تابانده شده در حالی که هر دو در نقطه حداکثر یا حداقل خود قرار دارند با یکدیگر تلاقی کنند، نقطه‌ای نورانی‌تر روی صفحه عکاسی ظاهر می‌شود و اگر دو پرتو در حالتی متفاوت با یکدیگر تلاقی کنند، اثر یکدیگر را خنثی کرده و به صورت نقطه‌ای تاریک بر روی صفحه ظاهر می‌شوند. تعدادی سیم‌های نازک درست در جایی که باید فریزهای تاریک از الگوی تداخلی وجود داشته باشند، قرار داده می‌شوند. سپس یکی از روزنه‌ها بسته می‌شوند در این حالت از تشکیل الگوی تداخلی جلوگیری می‌شود و نور به راحتی هم‌زمان با خروج از یک روزنه تکی، منتشر می‌شود، به این ترتیب بخشی از نور که به سیم‌های فلزی برخورد می‌کند در تمام راستاها متفرق می‌کند و اینکه نور به آشکارساز فوتون‌های مربوط به آن روزنه برسد بی مفهوم می‌شود، اما هنگامی که روزنه بسته، کامل باز شد، شدت نور در هر آشکارساز به مقدار اولیه (زمانی که سیم‌ها در محل قرار داده نشده بودند) بازمی‌گردد چون سیم‌ها در فریزهای تاریک از الگوی تداخلی قرار دارند که نور حاصل از دو شکاف یکدیگر را خنثی می‌کنند و در نتیجه هیچ نوری به آن‌ها برخورد نکرده و بنابراین هیچ‌یک از فوتون‌ها منتشر نمی‌شوند. این نتیجه حاصل وجود الگوی تداخلی یعنی حالتی است که شکل موجی نور نمود می‌یابد، در حالی که می‌توان شدت نور خارج شده از هر شکاف را نیز با یک آشکارساز فوتون اندازه‌گیری کرد و تعداد فوتون عبوری از میان هر شکاف را تعیین کرد. این آزمایش مدعی بطلان اصل مکملیت است، حال‌آنکه برخی از فیزیکدان‌ها هرگز نتایج آن را نپذیرفته‌اند.